# Ирония на съдбата (сериал)
Ирония на съдбата (на турски: Çarpışma, в букв. превод: Сблъсък) e турски сериал, излъчен премиерно през 2018 г.

## Сюжет
Кадир Адалъ е началник на отдел за борба с организираната престъпност към полицейско управление в Истанбул. Щастливият му семеен живот се разрушава за миг, когато губи жена си и дъщеря си в терористичен акт. Чувствайки голяма вина за случилото се и страдайки от загубата, той решава да сложи край на живота си. Без да осъзнава предизвиква катастрофа, която променя хода не само на неговия живот. Сблъскват се четири коли, четирима души, четири живота, четири съдби. В една от колите е приятелката му от детството Зейнеп, с която израстват заедно в едно сиропиталище и дори са напът да се оженят,но тя отказва заради желанието на Кадир да работи в полицията,понеже баща ѝ е бил полицай, убит при изпълнение на служебния си дълг и вместо това кара друга тяхна приятелка от сиропиталището Аслъ да сключи брак с Кадир. Зейнеп се жени за Галип Тунч,започва работа като банков директор и ражда дъщеря на име Айлин,но Галип задлъжнява на мафиотът Вели, който, заради бягството на Галип от Турция, отвлича дъщеря му Айлин и иска от Зейнеп да плати дълговете на съпруга си, и с тази цел тя обира банката,в която работи. След като е арестувана, тя иска помощта на Кадир за да спаси дъщеря си. В друга кола е адвокатката на Зейнеп Джемре Гюр - дъщеря на адвокатът на Вели Селим,сгодена за съдружникът му Демир, който изневерява на Джемре с мащехата ѝ Белма, което е записано от крадците, обрали домът на Джемре през същата вечер, един от които, намиращият се в четвъртата кола Керем, познат на Кадир, я наръгва с нож. Партньорът на Керем Якуп използва записът, за да изнудва Демир и Белма. На финалът Кадир убива Джанзис/Ариф - собственият си баща отговорен за убийството на жена му, дъщеря му, майка му и Зейнеп, но в мига преди да дойде полицията Вили Джевхер се появява и решава да поеме вината вместо Кадир, изтрива отпечатъците от оръжието, както следите му и полицията го арестува, след което влиза в затвора, за да остане Кадир на свобода заради дъщерята на Зейнеп - Айлин, която е единствената причина, за която си струва да живее.На финала са се събрали всички оцелели живи и здрави: Кадир, Керем ,Айлин, Джемре, Мерал ,бащата на Кeрем, майка му и шефа на Кадир на изглед край морето. Керем предлага брак на Джемре,тя приема и всички заживяват щастливо като едно голямо семейство. 

## Излъчване
| Сезон | Епизоди | Начало на сезона | Край на сезона | Всички епизоди | ТВ сезон    | ТВ канал | Дата и час        |
| ----- | ------- | ---------------- | -------------- | -------------- | ----------- | -------- | ----------------- |
| 1     | 24      | 22 ноември 2018  | 30 май 2019    | 1 – 24         | 2018 – 2019 | Show TV  | четвъртък (20:00) |

## Излъчване в България
| Сезон | Епизоди | Начало на сезона | Край на сезона      | Всички епизоди | ТВ сезон | ТВ канал | Дата и час                 |
| ----- | ------- | ---------------- | ------------------- | -------------- | -------- | -------- | -------------------------- |
| 1     | 46      | 29 юни 2020 г.   | 1 септември 2020 г. | 1 – 46         | 2020 г.  | bTV      | всеки делничен ден (21:00) |

## Актьорски състав
- Къванч Татлъту – Кадир Адалъ
- Елчин Сангу – Зейнеп Тунч
- Онур Сайлак – Вели Джевхер
- Мелиса Аслъ Памук – Джемре Гюр
- Алперен Дуймаз – Керем Коркмаз
- Мевре Чаъран – Мерал
- Рожда Демирер – Белма Гюр
- Хакан Курташ – Демир
- Еркан Джан – Хайдар
- Гонджа Джиласун – Серпил Коркмаз
- Йълдъръм Шимшек – Йомер Коркмаз
- Гьокчен Чифтчи – Айлин Тунч
- Али Сюрмели – Ариф/Джанзис
- Шебнем Сьонмез – Асийе Караджа
- Ефеджан Шенолсун – Якуп
- Мустафа Угурлу – Селим Гюр
- Фуркан Карабалък – Адем
- Исмаил Демирджи – Галип Тунч
- Мерве Нил Гьодер – Дениз Адалъ
- Севтап Йозалтун – Аслъ
- Иво Аръков - Иван Сокуров

## В България
В България сериалът започва на 29 юни 2020 г. по bTV и завършва на 1 септември. Дублажът е на студио Медиа Линк. Ролите се озвучават от Радосвета Василева, Златина Тасева, Любомир Младенов (от първи до десети епизод), Петър Върбанов (от единадесети до четиридесет и шести епизод), Георги Стоянов и Виктор Танев. Българският актьор Иво Аръков взима специално участие в 5 епизода на сериала.
На 24 юли 2021 г. започва повторно излъчване по bTV Lady и завършва на 9 октомври. На 28 февруари 2022 г. започва ново повторение и завършва на 2 май.